# アルコス (ソ連)
全ロシア協同委員会（英語：All Russian Co-operative Society）、通称アルコス（ARCOS）は、ウラジーミル・レーニンによるネップ（新経済政策）発展に沿うソビエト連邦初期において、英国とソビエトの貿易をまとめた団体。

## 概要
アルコスは1920年10月にロンドンで設立、資金はソ連政府が出資したもののイギリス国内法に基づいて設立された。ソ連からは金製品や亜麻・毛皮・マンガン鉱を輸出し、その売り上げで食料・繊維・石炭などを輸入。1923年5月29日には外国為替銀行としてアルコス銀行を設置し、貿易関連の資金決済や訪ソ旅行者のための外貨両替にあたった。だが1925年時点でMI5が、アルコスがソ連の対外諜報活動の拠点となっていることを内偵していた。

## アルコス事件
1927年5月12日、ロンドン金融街にある5階建てのソ連ハウスと呼ばれた建物を100人以上の警官が急襲した。そこにはアルコスとソ連貿易代表団の事務所があり、千人以上のソ連の職員や従業員が常駐していた。この捜索は2昼夜に亘った。そしてボールドウィン政権はソ連が「大英帝国と南北アメリカのいたる場所においての軍事的スパイ活動および破壊活動」のためにアルコスを使ったとして非難した。この一件はアルコス事件として知られるようになる。ソ連と英国間の外交関係と貿易協定は、この事件の直後に解消された。英ソの国交断絶は1927年5月26日であった。

### 事件の背景
ソビエトは国権回復の気運の高い中国南部の新興勢力に加担し、その中でイギリスの名声と利益を損なう反英運動などが激しく行われてから、両国の関係は悪化していた。1927年3月24日に起きた南京事件にはソビエトの関係があるとして行われた同年4月6日の北京のソ連大使館官舎の家宅捜索では、ロシア人・中国人80名以上が検挙されるとともに、北京における工作活動、あるいは暴力に訴えるための4,120名に及ぶ宣伝部員等の名簿並びにイギリス、フランス、日本に対する反抗的策動を目的とする委員会の調印文書など共産化の陰謀を示す書類が見つかり、その内容はイギリス下院においてもチェンバレン外相から発表されていた。イギリス国内に限ってもソビエトの官憲と商務官がイギリスの国家を危うくする宣伝と陰謀を行っていたことはイギリス政府の承知するところであり、このことについてソビエトに対して行った警告も6回に及んでいた。アルコス事件に関してボールドウィン首相自ら行った報告では、アルコス事件の直前にはイギリス空軍の秘密書類がソビエトの工作員の手に入り、別の重要文書もアルコスに渡ったことの確証を得ていたとされた。

### アルコス本部捜査
1927年5月12日午後4時、私服の捜査員50名がアルコス本部事務所に突如として殺到した。イギリス官憲は最初に外部との連絡を絶つように電話線を切った。表門、裏門とも警官の一部によって厳重に見張られ外部との往来は一切遮断、屋内に居たものの外出は禁止され、郵便配達夫や至急電報の配達も入場を認められなかった。捜査員は内部に侵入、各室のあらゆる書類の提示を要求した。午後8時には増援隊を加えて捜索が続けられた。押収し検閲を要した文書は2万におよび、ピストル6丁も押収された。この捜索をあらかじめ承知していたイギリス政府の閣僚は、ボールドウィン首相、チェンバレン外相と捜査の責任者であったジョインソン・ヒックス (Sir William Joynson-Hicks) 内相の3人のみであった。

### ソビエトの抗議
ソビエト代理大使ロゼンゴルツは事件の翌朝、イギリス外相チェンバレンを訪問し、アルコス本部の捜索は治外法権の侵害であり、商務官、大使館書記官など多数のロシア官憲の身体検査を行ったことが不都合であるとして、正式に抗議した。5月17日には同様の内容がソビエト代理外務委員長リトヴィノフ名義の抗議書として、モスクワ駐在英国大使に手交された。

### 捜査結果の公表と国交断絶
1927年5月24日、イギリス首相ボールドウィンは、アルコスを捜索した結果を次のように発表している。
- アルコスの地下室には写真部と暗号電信部が存在し、その部屋ではロシア商務官が特権を用いて国際的な共産化の宣伝、加えて政治と軍事上の秘密活動を行っていたことを示す証拠書類を発見した。
- ソビエト外交官と商務官とアルコスの人員は、互いに連絡を取るため三者の区別がないことが確認された。
- アルコスの捜索の際に商務官首脳の事務室の隣に秘密の部屋が発見され、そこでは多数の書類が焼却されていたが、諸国の共産党員から通信の名簿が押収された。それによると、ロンドンのアルコスはアメリカ、メキシコ、カナダ、オーストラリア、ニュージーランド、南アフリカの共産化宣伝と政治・軍事に関する諜報活動の本部であることが確認された。
- ソビエトはイギリス船員に対する共産主義の宣伝を大規模に行っていたことが判明した。
- 押収された多数の暗号電報の中に、ソビエトの外務人民委員チチェーリンから北京大使館に出されたものがあり、それは大使の後継者決定まではボロディンはモスクワより直接指揮命令を受けるという訓電の写しであった[10]。他にも南京事件についてイギリス政府の収集した証拠を覆す宣伝材料を電報で取り寄せ、これをイギリス労働党とその機関紙『デーリーヘラルド』 (Daily Herald) に供給することを指示する訓電、加えて中国問題、イギリスの労働法改正法案などに関する宣伝文書並びにイギリス労働団体との往復文書も見つかった。

ボールドウィンはこのようなソビエト官憲の特権乱用、宣伝、国際的諜報活動はイギリスが見過ごすことのできないものとして、対ソビエト方針としてソビエトとの通商条約を破棄し、ソビエト商務官と外交官のロンドンからの退去とモスクワ駐在のイギリス外交官の召還を要求、5月26日下院において承認された。